# Mulaj Hasan I.
Mulaj Hasan ibn Mohamed  (arabsko  الحسن بن محمد, al-Ḥassan bin Muḥammad), znan kot Hasan I., (arabsko الحسن الأول, al-Ḥassan al-Awwal), je bil od 12. septembra 1873 do 7. junija 1873 sultan Maroka iz Alauijske dinastije , * 1836, Fes, Maroko, † 9. junij 1894, Tadla.
Za sultana je bil razglašen po smrti svojega očeta Mulaja Mohameda bin Abd al-Rahmana. Bil je eden od najuspešnejših maroških sultanov. Povečal je moč mahzena in v času, ko je velik del Afrike padel pod tujo oblast, uvedel vojaške in upravne reforme, da bi okrepil režim na svojem ozemlju. Po smrti ga je nasledil sin Mulaj Abd al-Aziz.

## Vladanje

### Zgodnje vladanje in upor v Fesu
Za sultana je bil proglašen po smrti svojega očeta Mulaja Mohameda IV. leta 1873. Njegov prvi ukrep je bil zadušitev upora v Fesu leta 1874, ki ga je moral nekaj mesecev oblegati. Usnjarji so se protestno dvignili in "besneli kot levi in tigri" po ulicah Fesa, izropali hišo finančnega ministra Mohameda Benisa in Fes spremenili v bojišče. Mulaj Hasan I. je poskušal s pisnimi pozivi pomiriti mesto, vendar se je upor končal  šele potem, ko je odstavil osovražene davkarje. Po prihodu novih pobiralcev davkov se je upor še bolj silovito nadaljeval in se dokončno končal šele z mirovnimi pogajanji.
Mulaj Hasan I. je bil sicer konzervativen vladar, vendar se je zavedal potrebe po modernizaciji svoje države. Zaradi evropskih groženj na mejah Maroka in notranjih uporov si je s političnimi, vojaškimi in verskimi ukrepi in reformami prizadeval ohraniti notranje vezi v svojem kraljestvu. Prizadeval si je tudi zagotoviti lojalnost velikih poglavarjev na jugu države. Poskušal je posodobiti svojo vojsko in vodil več pohodov za utrditev svoje oblasti,  na primer na Sus leta 1882 in 1886, Rif leta 1887 in na Tafilalt leta 1893.

### Odnosi z Evropo
Sultanu Hasanu I. je uspelo ohraniti neodvisnost Maroka, medtem ko so sosednje države padle pod evropsko oblast. Tunizijo je leta 1881 okupirala Francija, Egipt pa leta 1882 Britanija.
Tako Španija kot Francija sta računali na šibko maroško mehzensko vlado, medtem ko so Britanci upali na nasprotno, na močno reformirano maroško državo, ki bi lahko ostala samostojna. Hasan I. se je tega zavedal in sklical mednarodno konferenco o tem vprašanju. 3. julija 1880 je bil podpisan Madridski sporazum Maroka z več evropskimi državami, ki je legaliziral lastništvo prisvojenih maroških ozemelj, izkoriščanje virov na teh ozemljih, pravice do naseljevanja in zaposlovanje domačinov. Sledili so vpadi Francozov v južno pokrajino Tuat, ki je veljala za maroško ozemlje.  Madridski sporazum  je dejansko dal mednarodno odobritev in zaščito za dežele, ki so jih zavzele tuje sile, kar je tudi postavilo temelje za francoski protektorat v Maroku, ki se je začel leta 1912.
Leta 1879 so Britanci zasedli Tarfajo in tam leta 1882 zgradili utrdbo Port Victoria. Sultan je šele leta 1886 tja poslal vojaško ekspedicijo, ki je poškodovala utrdbo in prisilila Donalda MacKenzieja, da jo je zapustil. Sultanovi ekspediciji na Sus leta 1886 je leto kasneje sledila španska okupacija Dahle na saharski obali. Mulaj Hasan I. se je na to odzval z imenovanjem Ma al-Ainina za guvernerja Sahare.

### Vojaške refore
Hasan I. je nadaljeval z reformami, ki jih je začel uvajati sultan Abd al-Rahman leta 1845 po bitki pri Isliju. Vojsko je razširil na 25.000 mož in 1.000 topničarjev. Maroško obalno obrambo je okrepil s topovi velikega kalibra in leta 1888 zgradil tovarno orožja v Fesu, znano kot Dar al-Makina. Proizvodnja v njej je bila majhna in draga. Svoje častnike je poslal na usposabljanje v London in leta 1876 najel britanskega častnika Harryja MacLeana, ki je oblikoval maroško vojaško uniformo v arabskem slogu in se naučil odlično govoriti arabsko.
Vsako leto od pomladi do jeseni je obiskal vse dele svojega kraljestva, dokler mu ni leta 1893 uspelo ponovno združiti in pomiriti plemena iz več regij. Leta 1881 je na atlantski obali ustanovil mesro Tiznit.
Leta 1877 je za poveljnika Zajanov v Kenifri imenoval Muha Zajanija, pomembno osebo v kolonialni vojni proti Franciji v 20. stoletju.  
Leta je imenoval šejka Ma al-Ainina za poveljnika Zahodne Sahare. Tudi on je igral pomembno v vlogo v vojnah za neodvisnost Maroka.

## Smrt
9. junija 1894 je Mulaj Hasan I. blizu Vadi al-Ubajda v regiji Tadla umrl zaradi bolezni. Ker je bila vojska še vedno na sovražnem ozemlju, je njegov komornik in veliki vezir Ahmed bin Musa zamolčal njegovo smrt in ukazal ministrom, naj ne razkrijejo novice. Sultanovo truplo so odpeljali v Rabat in pokopali v Dar al-Mahzenu. Nasledil ga je sin Abd al-Aziz, takrat star trinajst let, ki je do leta 1900  vladal pod regentstvom nekdanjega očetovega velikega vezirja Ahmeda bin Muse.